# Neospastus delicatella
Neospastus delicatella är en fjärilsart som beskrevs av Walsingham 1901. Neospastus delicatella ingår i släktet Neospastus och familjen Symmocidae. Inga underarter finns listade i Catalogue of Life.